# حسين علائي
حسين علائي (حسین علایی) هو ضابط عسكري إيراني متقاعد، شغل منصب الرئيس التنفيذي لشركة إيران آسمان للطيران بين عامي 2013 و2018.
خلال مسيرته العسكرية، كان علائي من كبار قادة الحرس الثوري الإيراني، حيث تولى قيادة الحرس في مقاطعتين شمال غرب إيران، بالإضافة إلى قيادته لمقر كربلاء، والقوات البحرية، وهيئة الأركان المشتركة. كما شغل منصب نائب وزير الدفاع خلال تسعينيات القرن العشرين وبداية الألفية الجديدة.
في عام 2013، كان علائي الخيار الأول للرئيس حسن روحاني لتولي وزارة الدفاع وإسناد القوات المسلحة الإيرانية، إلا أن المرشد الأعلى علي خامنئي رفضه وفقًا لتقارير إعلامية.